# Calotes liocephalus
Calotes liocephalus är en ödleart som beskrevs av  Günther 1872. Calotes liocephalus ingår i släktet Calotes och familjen agamer. IUCN kategoriserar arten globalt som starkt hotad. Inga underarter finns listade.